# Hans Mayer-Foreyt
Hans Mayer-Foreyt (* 10. Februar 1916 in Brüx, Österreich-Ungarn; † 11. Dezember 1981 in Leipzig) war ein deutscher Maler und Grafiker.

## Leben
Hans Mayer-Foreyt besuchte von 1931 bis 1933 die Kunstgewerbeschule in Reichenberg (Tschechoslowakei). Von 1934 bis 1937 war er als Musterzeichner in einer Teppichfabrik tätig und anschließend folgten der Militärdienst und Gefangenschaft. In den Jahren 1947 bis 1951 absolvierte er ein Studium an der Hochschule für Grafik und Buchkunst Leipzig (HGBK) bei Kurt Massloff, Elisabeth Voigt, Walter Arnold und Hans Theo Richter. Seit 1951 führte er eine Lehrtätigkeit an dieser Lehranstalt aus und war seit 1954 Dozent sowie Abteilungsleiter für das Grundstudium. In den Jahren von 1958 bis 1979 war er Professor an der HGBK und neben Werner Tübke, Wolfgang Mattheuer und Bernhard Heisig Mitbegründer der Leipziger Schule. Er war Mitglied des Verband Bildender Künstler der DDR und hatte eine große Zahl von Einzelausstellungen und Ausstellungsbeteiligungen, u. a. von 1958 bis 1983 an allen Deutschen Kunstausstellungen bzw. Kunstausstellung der DDR in Dresden.
Studienreisen führten ihn unter anderem in die UdSSR, nach Bulgarien, Rumänien, Ungarn, Belgien und in die Bundesrepublik.

## Ehrungen
- 1969: Verdienstmedaille der DDR
- 1973: Kunstpreis der Stadt Leipzig
- 1976: Vaterländischer Verdienstorden in Bronze
- 1979: Kunstpreis der DDR

## Öffentliche Sammlungen mit Werken Mayer-Foreyts (unvollständig)
- Altenburg/Thür.: Lindenau-Museum
- Berlin: Deutsches Historisches Museum[1]
- Gera: Otto-Dix-Haus
- Leipzig: Kunsthalle der Sparkasse Leipzig[2]

## Publizierte Essay Mayer-Foreyts
- Wertvolle Vorbilder. In: Bildende Kunst, Berlin, März/April 1953, S. 45–46

## Postume Einzelausstellungen (unvollständig)
- 1983: Leipzig, Galerie der Hochschule für Grafik und Buchkunst („Hans Mayer-Foreyt : Malerei, Aquarelle, Zeichnungen, Grafik“)
- 1991: Leipzig, Galerie im Hörsaalbau (Gedächtnisausstellung zum 75. Geburtstag und 10. Todestag)
- 2003: Hamburg, Galerie Aussenalster (Retrospektive)
- 2016: Feldberg (zum 100. Geburtstag)